# Deuxième congrès de l'Internationale communiste

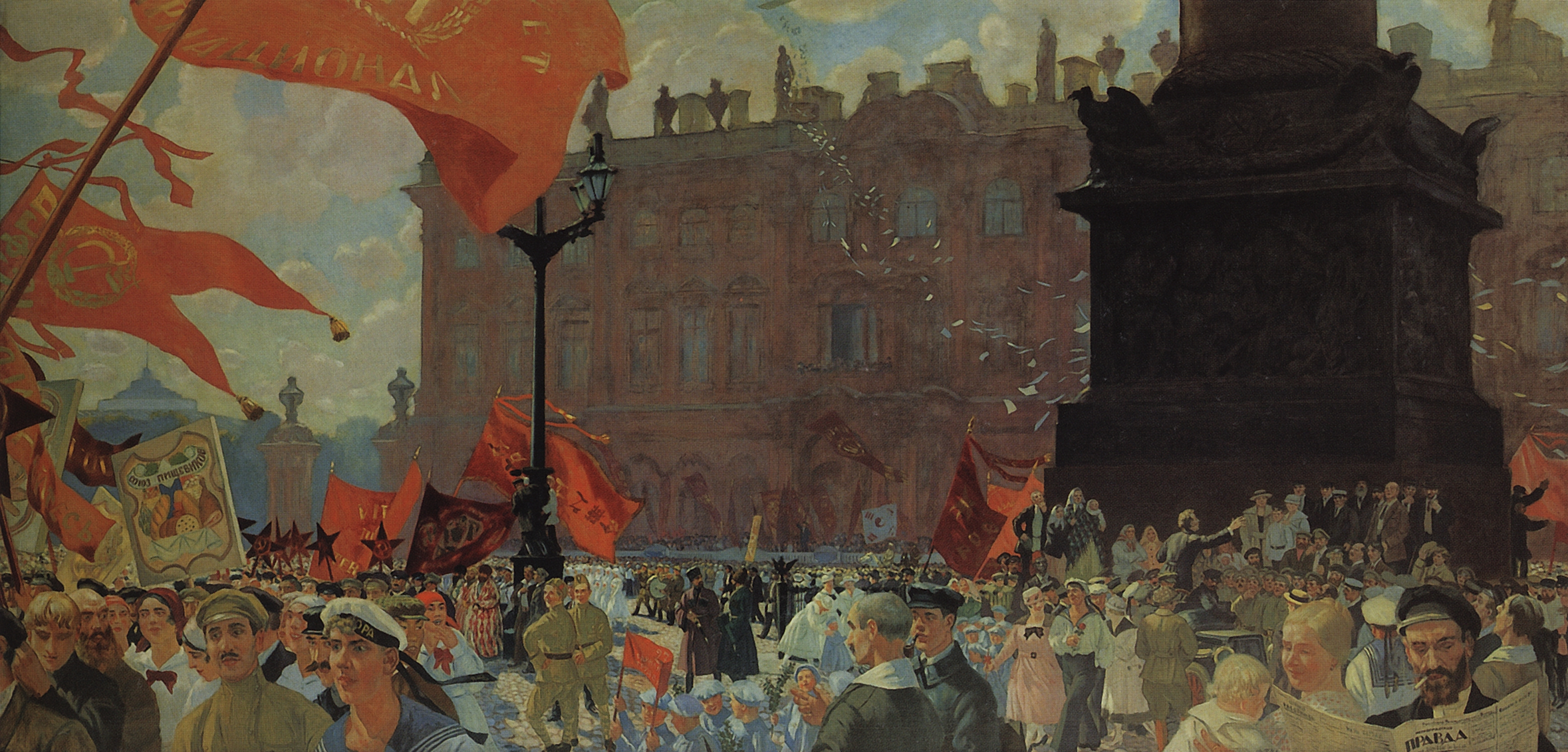
Fête du Komintern du 19 juillet 1920 par Boris Koustodiev.

Le deuxième Congrès du Komintern prend place en juillet 1920 à Pétrograd. 

## Fonction
Sa fonction réside dans la détermination des rôles des diverses factions ainsi que dans l’établissement des différentes directives à suivre. La dictature du prolétariat et le pouvoir des Soviets constituent les fondements du mouvement. Ce congrès qui réunit 217 délégués issus de 37 pays est attendu avec impatience par les prolétaires du monde entier, bien que les vingt-et-une conditions d’adhésion soient rigoureusement appliquées. Ces conditions ont pour but principal d'empêcher l’entrée de chefs et autres opportunistes dans l’Internationale communiste, leur seul dessein étant de préserver leur influence personnelle. Ces règles seront largement critiquées et débattues par les opposants durant le congrès,. 
Les modalités de consolidation du mouvement communiste et de son rôle dans la révolution prolétarienne seront minutieusement examinées. L'une des solutions envisagées consiste à encourager les communistes à pénétrer au sein des syndicats, afin de se former et de se préparer à la lutte contre le capitalisme. Par la suite, dans les nations pourvues d’organisations ouvrières, une scission communiste-réformiste se produira, aboutissant à l’adhésion des communistes au Komintern.
Nonobstant un échec retentissant des républiques soviétiques établies par le prolétariat en Hongrie et en Bavière, la crise qui affecta le Japon et l’Amérique en 1920, ainsi qu’une résistance vigoureuse et imprévisible de la bourgeoisie, le mouvement communiste demeura empreint d’un optimisme relatif quant à la possibilité d’une victoire ultérieure. En effet, la bourgeoisie, exploitant les erreurs de tactique du prolétariat, parvint à regrouper ses forces aux côtés des social-démocrates, ce qui entraîna, en définitive, le retour des capitalistes au pouvoir.
C'est au cours de ce congrès que Lénine exposa pour la première fois ses thèses concernant la ruralité et le monde paysan.